# Ibo (Moçambic)
Ibo és una ciutat de Moçambic a la província de Cabo Delgado, capital del districte d'Ibo. És sobre una illa coneguda com a Ilha de Ibo, dins l'arxipèlag de les Quirimbas. La seva població era el 1997 de 3.054 habitants. Fou fundada el 1761. Va gaudir de certa prosperitat amb el comerç d'esclaus però abolit aquest tràfic el 1840, va començar a declinar. El 1897 la Companyia de Niassa hi va establir la seva seu dins els territoris concedits. Després del 1904 la companyia va començar a traslladar la seva seu a Porto Amélia. Quan la concessió de la companyia es va acabar el 1929, la capital del districte de Cabo Delgado es va establir definitivament a Porto Amélia.